# François de La Rocque
François de La Rocque (Lorient, 6 ottobre 1885 – Parigi, 28 aprile 1946) è stato un politico francese.

## Biografia
Durante la prima guerra mondiale era membro dello Stato Maggiore del maresciallo Ferdinand Foch; successivamente nel 1921 combatté in Polonia e nel 1925 nel Rif.
Lasciò l'esercito nel 1928 e fu quindi uno dei membri più attivi dell'associazione di ex combattenti Croci di fuoco. Nel 1936 fondò il Partito Sociale Francese, partito di estrema destra. Nel 1940 fu tra i collaboratori di Pétain, ma nel 1943, essendosi rifiutato di collaborare con i nazisti, fu imprigionato e deportato.
Alla fine della guerra fondò il piccolo Partito Repubblicano Sociale della Riconciliazione Francese (PRSRF) che aderì al Raggruppamento delle Sinistre Repubblicane. La Rocque morì pochi mesi dopo, il 28 aprile 1946, all'età di 60 anni.